# Boedo (Buenos Aires)
Boedo es uno de los 48 barrios de la ciudad de Buenos Aires, Argentina. Está delimitado por Avenida Independencia, Sánchez de Loria, Avenida Caseros y Avenida La Plata. Limita con los barrios de Almagro al norte, San Cristóbal y Parque Patricios al este, Nueva Pompeya al sur, y Parque Chacabuco y Caballito al oeste. Pertenece a la Comuna 5.
Tiene una superficie aproximada de 2,61 km² y una población de 47 306 habitantes según el censo de 2010. Su densidad poblacional es de 18 127 habitantes/km².

## Características
Boedo nació como un típico barrio proletario del sur de la ciudad que cobró notoriedad con la aparición de la literatura social desarrollada a partir de la irrupción del Grupo Boedo. Se fue desarrollando en torno a la avenida homónima, tomó su nombre y lo oficializó con sus límites a partir de 1972. Sus antiguas casas contrastan, como en varios barrios de la Capital Federal, con los modernos edificios construidos en los últimos años. A pesar del gran número de tangos que hablan de Boedo, este es uno de los barrios más frescos y jóvenes.
La autopista 25 de Mayo, paralela a la Avenida San Juan y Avenida Pavón, cruza el barrio de este a oeste.

## Toponimia
Boedo es el único barrio de la ciudad de Buenos Aires que toma su nombre en relación con una avenida específica. La Avenida Boedo lleva su nombre en honor al Dr. Mariano Joaquín Boedo desde el año 1882. El Dr. Boedo fue un brillante abogado salteño que nació en el año 1782 y fue diputado de su provincia. Dedicó su vida a la causa de la Independencia y fue signatario del Acta de la Independencia Nacional. Por su desempeño se lo nombró vicepresidente del Congreso de Tucumán. En el año 1817 se lo elige como presidente de la Ciudad de Buenos Aires y fallece dos años más tarde, con tan sólo 37 años.

## Historia
Originariamente, el espacio que ocupa el barrio de Boedo era un territorio compartido entre los barrios de Almagro, San Cristóbal y Parque de los Patricios. Allí había hornos de ladrillos, tambos, molinos panaderos, pulperías y almacenes. A principios del siglo XX comienzan a aparecer los cafetines, el tango y los poetas.
La ciudad de Buenos
Aires lo incorporó al catastro municipal el 6 de marzo de 1882, cuando aún era una zona semirrural que rodeaba a la calle Boedo. Esta calle era una importante vía de circulación, utilizada en las últimas
décadas del siglo XIX por vehículos de tracción a sangre y por las tropillas de animales. Ya entrado el siglo XX, llegan a la zona los primeros tranvías eléctricos. La red tranviaria constituyó uno de los factores
de afincamiento de los primeros pobladores. El proceso de crecimiento apuntado tuvo particulares características en la barriada
conformada en el entorno la calle Boedo. Era un lugar de quintas, de
varias hectáreas de superficie, que sufrió un proceso continuo de loteo, apareciendo
los predios de dimensiones tradicionales a bajo costo ocupados mayoritariamente
por los inmigrantes, situación extendida hasta las tres primeras décadas del siglo XX.

## Límites
Boedo está separado de Parque Patricios por la Avenida Caseros, de Almagro por Independencia, de San Cristóbal por la calle Sánchez de Loria y de Caballito y Parque Chacabuco por Avenida La Plata. Su superficie es de 2,6 kilómetros cuadrados

## Esquinas destacadas
En la esquina de San Juan y Boedo, donde antiguamente estuvo ubicado el "Café del aeroplano", que luego pasó a llamarse "Nippon" y "Canadian", hoy se encuentra el café "Esquina Homero Manzi". Homero Manzi La mitología popular afirma que Manzi compuso allí la letra del tango Sur y el café fue declarado Sitio Histórico Nacional por la Ley número 24.704.

"San Juan y Boedo antigua, y todo el cielo/ Pompeya y más allá la inundación / Tu melena de novia en el recuerdo / y tu nombre florando en el adiós. / La esquina del herrero, barro y pampa / tu casa, tu vereda y el zanjón / y un perfume de yuyos y de alfalfa / que me llena de nuevo el corazón."

La esquina de San Juan y Boedo es mencionada en el verso inicial del tango Sur, una de las canciones más representativas de Buenos Aires. En honor a su autor, dicho punto ha sido denominado Esquina Homero Manzi, y alberga varios festivales tangueros a lo largo del año. La Avenida Boedo recientemente fue denominada por el Gobierno de la Ciudad de Buenos Aires "Paseo del Tango".
Otra de las importantes esquinas del barrio de Boedo es la de San Ignacio y Boedo. Allí se mantuvo durante años una especie de tribuna proletaria en donde se escuchaban las voces de los pensadores más importantes del Partido Socialista. En las décadas de 1920 y 1930 allí en el Café El Japonés se focalizó una gran actividad cultural con el Grupo Boedo de literatura de escritores cómo Roberto Arlt pero también músicos del tango cómo Juan de Dios Filiberto y también relacionada con jugadores, dirigentes y simpatizantes del Club Atlético Huracán En la década de 1980 se expusieron esculturas realizadas en Buenos Aires. La milonga "Cortada de San Ignacio", con música de Horacio Salgán y letra de Carmelo Volpe, recuerda la esquina que fue bautizada con el nombre de "Escultor Francisco Reyes" en honor al distinguido artista plástico y vecino de Boedo.

## Espacios verdes

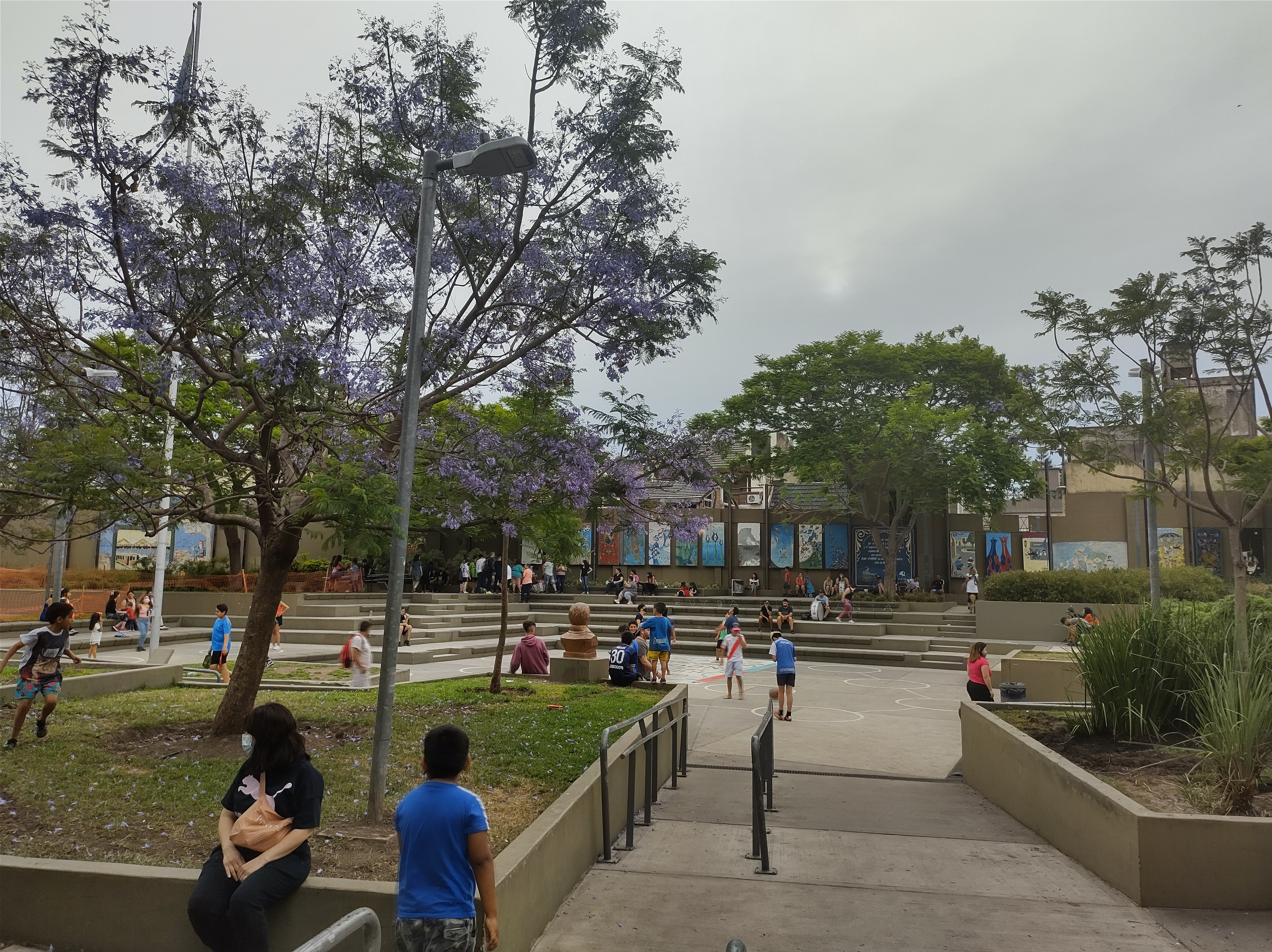
Plaza Boedo.

En 2016  Boedo era el barrio porteño con menos espacio verde por habitante.
Cuenta con una sola plaza, en más de 500 cuadras. Las últimas cifras indican que en el barrio existen 0,2 metros cuadrados verdes por habitante, muy por debajo de los 5,9 promedio con que cuenta la Ciudad, y todavía más relegado si se compara con el mínimo recomendado por ONU, que es de 10 metros cuadrados por habitante. En los últimos años se agravó la pérdida de espacios verdes en la Ciudad, que perdió en 2016 26 hectáreas de parques en un año.

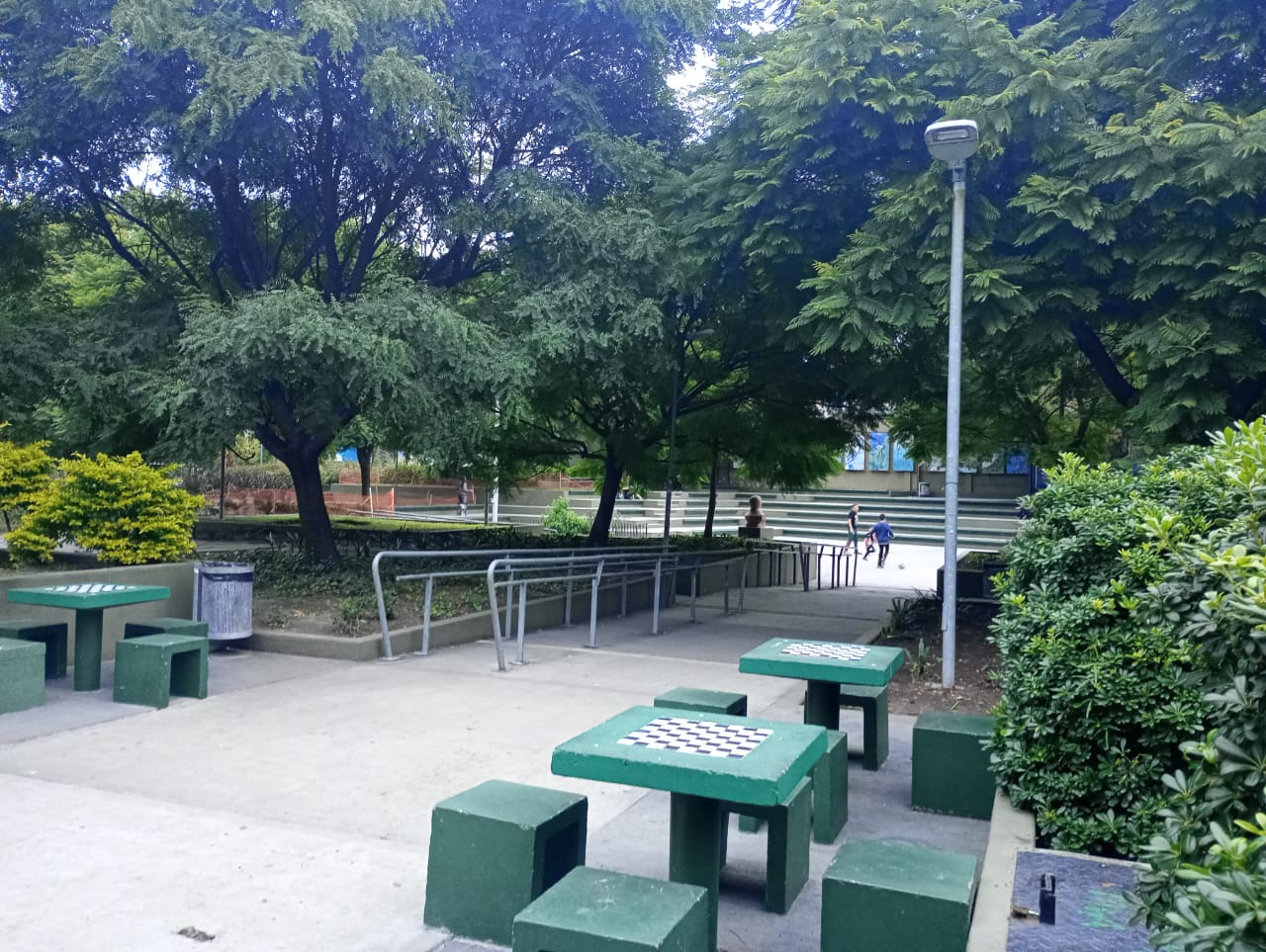
Plaza de Boedo - Abril 2024

Boedo, en su espacio verde, presenta añejos árboles en sus veredas que dan vida natural a sus abiertas calles.[cita requerida] Como dice el tango escrito por Dante A. Linyera, los habitantes se sienten identificados con su barrio: 

"Boedo, vos sos como yo: / Malevo como es el gotán / abierto como un corazón, / que ya se cansó de penar. / Lo mismo que vos soy así / por fuera cordial y cantor / a todos les bato que si / y a mi corazón le bato que no."

En la Avenida Independencia, entre las calles Mármol y Muñiz, Boedo exhibe una pequeña placita que fue creada por el Gobierno de la Ciudad. Fue bautizada como "Plaza Sara Vaamonde" la creación fue impulsada por un colectivo de vecinos y la Asociación Civil Vecinal Florentino Ameghino. En 2010, el Gobierno de la Ciudad de Buenos Aires inauguró una plaza nueva, también a partir de la lucha de muchos vecinos, que agrupados en una asociación vecinal (Asociación Civil Cultural Ambiental Todos por la Plaza Boedo) lograron que el Gobierno de la Ciudad recuperara el predio que estaba por venderse y construyera la Plaza Mariano Boedo.
En 2022, también en un proceso participativo del que formaron parte los vecinos de la zona un baldío se convirtió en la "Plaza 18 de Diciembre de 2022" en alusión a la fecha en la que Argentina obtuvo el campeonato mundial de fútbol masculino. Como homenaje al equipo que demostró que los valores de unión, perseverancia, trabajo en equipo y se convirtieron en ejemplo incuestionable para todo el pueblo argentino. La misma posee un mural de Lionel Messi.
Por otro lado, se encuentra la plaza Lorenzo Massa, ubicada en José Mármol entre Inclán y Salcedo, levantada en parte del terreno que fuese propiedad del Club Atlético San Lorenzo de Almagro. El lugar le fue cedido a esa institución por una ley municipal en el año 2008.

## Bares y cafés destacados
El Café Dante, que estaba ubicado en Boedo 745, fue famoso porque allí se reunían los jugadores y dirigentes del Club Atlético San Lorenzo de Almagro. También fue lugar de encuentro de los miembros de La República de Boedo. Funcionó al menos desde 1917 (la fecha del comienzo de sus actividades no se conoce con precisión) hasta la actualidad. El café Dante era el lugar identificado con la hinchada de San Lorenzo así como el antes mencionado Café El Japonés era el lugar de reunión de la gente del Club Huracán así como del Grupo Boedo de Literatura.
El Café El Capuchino fue otro de los destacados cafés de Boedo. Aunque ya ha desaparecido, cabe recordar que allí supo bailar el más famoso de los bailarines de las primeras décadas, Ovidio José Bianquet, más conocido como «El cachafaz».
El Café Cultural «Bien Bohemio» ubicado en la calle Sánchez de Loria 745 era la casa donde vivió el compositor, arreglador y bandoneonista Titi Rossi, autor de grandes tangos y valses como «Bien Bohemio», «Azúcar, pimienta y sal», «Así bailaban mis abuelos», «Me han prohibido quererte», entre otros. Por este lugar pasaron infinidad de grandes voces del tango como Varela y muchos más. Sobre el 1700 de Avenida La Plata se encontraba el estadio del Club Atlético San Lorenzo de Almagro conocido como «Viejo Gasómetro». Luego el terreno pasó a estar bajo una empresa de supermercados, y posteriormente, el Club recuperó dicho predio.

## Cultura
En el barrio de Boedo nacieron los primeros teatros independientes. Salas como la del teatro Florencio Sánchez y otras más comerciales como las del teatro América y el teatro Boedo, presentaron a figuras importantes del ámbito artístico. En estas salas se representaban piezas que previamente se habían dado en el centro de Buenos Aires. Además, sólo una Iglesia se eleva en el barrio de Boedo. La iglesia de San Bartolomé Apóstol, de estilo romántico, está ubicada en la Avenida Chiclana 3659. Sólo presenta una torre y un altar central con la imagen del santo. En uno de sus costados se encuentra el colegio mixto, primario y secundario, que lleva el mismo nombre.
El grupo Boedo fue un conjunto de escritores argentinos y uruguayos de izquierda de la década de 1920. Entre sus miembros estaban Enrique Amorim, Leónidas Barletta, Elías Castelnuovo, Roberto Mariani, Nicolás Olivari, Lorenzo Stanchina, César Tiempo y Álvaro Yunque. (Ver Café El Japonés histórico lugar de reunión del grupo).
Entre las revistas asociadas con este grupo estaban Dínamo, Extrema Izquierda y Los Pensadores.
Olivari, que fue uno de los fundadores del grupo Boedo, luego formó parte del menos politizado Grupo de Florida. El escritor Roberto Arlt también tuvo contactos con ambos grupos y Roberto Mariani publicaba notas en Martín Fierro que estaba considerada dentro del Grupo de Florida.

## Comunicaciones
El barrio de Boedo está comunicado con el resto de la ciudad gracias a numerosas líneas de colectivos, y la línea E de subte (estaciones Boedo  y Avenida La Plata).
Las principales arterias viales del barrio son las avenidas Boedo, San Juan, Independencia y La Plata.

## San Lorenzo de Almagro
El Club San Lorenzo fue fundado en el año 1908 por iniciativa de un grupo de jóvenes que se juntaban a jugar al fútbol en la esquina de México y Treinta y Tres Orientales. Estos jóvenes fueron ayudados por el Padre Lorenzo Massa a conseguir un terreno para dejar de jugar al fútbol en la calle.
El primer nombre del club fue «Los Forzosos de Almagro», pero ante la desaprobación del Padre Massa, se decidió el nombre de San Lorenzo. «De almagro» proviene de que la mayoría de los jóvenes residían allí. Su estadio fue construido en la Avenida La Plata e Inclán y por su forma se lo denominó El gasómetro. Luego de muchas victorias futbolísticas, en el año 1979 se comenzó a desmantelar y en su lugar se construyó un centro de compras. En la Avenida Perito Moreno y Varela, zona de Bajo Flores, se construyó el nuevo estadio que terminó por ser parte de la Ciudad Deportiva del club.
Con el surgimiento de la pionera agrupación DeBoedoVengo, que el 30 de noviembre de 2000 impidió el gerenciamiento de San Lorenzo, empezó a tomar forma la posibilidad de que el club recupere el terreno de Avenida La Plata.
El 15 de noviembre de 2012, a través de la Ley de Restitución Histórica impulsada por Adolfo Res junto a la Subcomisión del Hincha de San Lorenzo, el club comenzó la definitiva «vuelta a Boedo».
Desde el 24 de octubre de 2016 San Lorenzo de Almagro utiliza el Polideportivo Roberto Pando, con capacidad para 2500 personas, ubicado en un sector del Viejo Gasómetro. En este actual predio juega el equipo de básquetbol, campeón de la Liga Nacional 2015/2016. También ahí actúan los primeros representativos de futsal y vóley, tanto masculino como femenino.
Numerosos medios de comunicación publicaron "la vuelta" del Ciclón a su antiguo barrio.